# 阿納拜斯龍屬
阿納拜斯龍屬（學名：Anabisetia）是薄板类恐龍的一個屬，生活於白堊紀的南美洲巴塔哥尼亞。牠是雙足的植食性恐龍，約有2公尺長。

## 命名
阿根廷古生物學家羅多爾夫·科里亞（Rodolfo Coria）及Jorge Calvo於2002年為阿納拜斯龍命名。屬名是為紀念一位已逝的考古學家Ana Biset而設的，她是於阿根廷的內烏肯省出生，也是此恐龍被發現的地方。唯一被命名種稱為薩氏阿那拜斯龍（A. saldiviai），種名是為紀念在1985年發現化石的當地農夫Roberto Saldivia，他在1993年將化石交給古生物學家。在1996年，首次有科學文獻提到這個重要化石。

## 化石

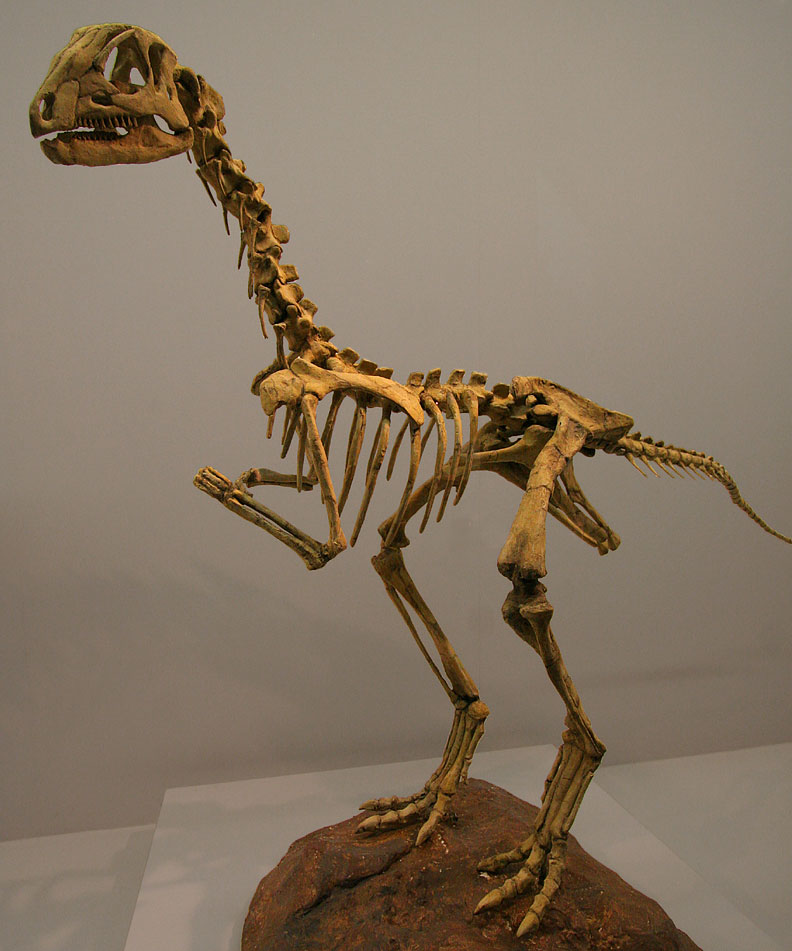
阿納拜斯龍的骨架模型

阿納拜斯龍現存有四個標本，所有都在2002年的研究中被提及。正模標本（編號MCF-PVPH 74）是四個當中最為完整的，它是一些頭顱骨碎片，包括部份腦殼及兩塊齒骨、一個由肩膀至手掌的完整前肢、一個完整的後肢連腳掌、及整段脊椎。其餘三個標本都是較不完整，但包括了正模標本沒有的部份，包括更多的脊椎、一個完整的骨盆及一個接近完整的尾巴。編號MCF-PVPH-75、76這兩個標本被選為副模標本，第4個標本（編號MCF-PVPH-77）也被歸類於阿納拜斯龍。若將四個標本整合來看，除了頭顱骨有缺少，整個骨骼都算為完整。這些標本都是存放在阿根廷的卡門菲耐斯市立博物館中。
所有四個標本都是從內烏肯省Plaza Huincul南部的Cerro Bayo Mesa中被發現。這個地方是屬於Cerro Lisandro地層，屬於內烏肯組的利邁河亞組。這個地層的沉積物中保存了一個沼澤，被認為是在上白堊紀的森諾曼階末期至土侖階早期，約為9500萬到9200萬年前。

## 敘述
阿納拜斯龍是種小型二足植食性恐龍。在2010年，葛瑞格利·保羅（Gregory S. Paul）估計其身長約2公尺，體重約20公斤。科里亞等人列出阿納拜斯龍的數項獨有特徵。頭顱骨後方的枕骨髁（Occipital condyle）比較朝下。肩胛骨的肩鋒部分有個突出部分，突出部分跟肩胛骨的比例是真鳥腳類之中最大的。第五掌骨平坦，邊緣筆直，橫剖面不呈圓形。腸骨的前端與其他骨盆連接部分，佔了腸骨長度的一半以上。坐骨前端支幹的橫剖面呈三角形，後端支幹呈四角形。腓骨末端接觸到距骨。

## 分類
阿納拜斯龍被認為是加斯帕里尼龍的近親，加斯帕里尼龍是另一種巴塔哥尼亞的鳥腳下目恐龍，但是由於缺乏頭顱骨而很難準確的分類。當最初被描述時，加斯帕里尼龍及阿納拜斯龍都被認為是基礎禽龍類，比腱龍更為進化。但是分支系統學分析卻指出加斯帕里尼龍其實不屬於禽龍類，而是某些恐龍的近親，如奇異龍及帕克氏龍。阿納拜斯龍可能會是類似的分類位置。

## 外部連結
- 阿納拜斯龍的圖畫 （页面存档备份，存于）